# Diceratias
Diceratias is een geslacht van straalvinnige vissen uit de familie van diceratiden (Diceratiidae). Het geslacht is voor het eerst wetenschappelijk beschreven in 1887 door Guenther.

## Soorten
- Diceratias bispinosus (Günther, 1887)
- Diceratias pileatus Uwate, 1979
- Diceratias trilobus Balushkin & Fedorov, 1986